# 성우회
성우회(星友會, 영어: The Korea Retired Generals and Admirals Association)는 대한민국 국군의 예비역 장성들이 조직한 단체이다.
1965년에 창립되었다가 1980년 국가보위비상대책위원회에 의해  해체된 성우구락부(星友俱樂部)가 모태이다. 1989년에 백선엽을 초대 회장으로 선임하고 발족했다. 월간지인 《자유》를 펴내고 있다.
설립 목적은 "회원 상호간의 친목과 상부상조를 도모하는 것 외에, 자유수호, 국가보위와 조국의 평화통일에 관련된 문제를 연구 분석하여, 이 가치 수호에 중대위협이 되는 조짐이 있을 때에는 비판, 계몽하여 자유민주주의 체제수호를 위한 국민적 결의를 선도하는 것"이다. 대한민국의 보수주의 세력을 대변하는 목소리를 내왔다.

## 연혁

### 성우구락부
- 1965년 : 성우구락부 창립 (초대 대표지도위원: 김홍일)
- 1967년 : 초대~제3대 회장 이응준 취임
- 1969년 : 제4대~제6대 회장 정일권 취임
- 1977년 : 제7대~제8대 회장 이종찬 취임
- 1980년 : 성우구락부 해체

### 성우회
- 1989년 : 성우회 창립 (초대 회장: 백선엽)
- 1991년 : 제2대 회장 유재흥 취임
- 1993년 : 제3대 회장 이성호 취임
- 1995년 : 제4대 회장 민기식 취임
- 1997년 : 제5대 회장 장지량 취임
- 1999년 : 제6대 회장 정승화 취임
- 2001년 : 제7대 회장 김영관 취임
- 2003년 : 제8대 회장 오자복 취임
- 2005년 : 제9대 회장 김상태 취임
- 2007년 : 제10대 회장 이종구 취임
- 2009년 : 제11대 회장 김종호 취임
- 2011년 : 제12대 회장 고명승 취임
- 2013년 : 제13대 회장 김홍래 취임
- 2015년 : 제14대 회장 김진영 취임
- 2017년 : 제15대 회장 유삼남 취임
- 2019년 : 제16대 회장 이종옥 취임
- 2021년 : 제17대 회장 이한호 취임
- 2023년 : 제18대 회장 임충빈 취임

## 같이 보기
- 대한민국고엽제전우회
- 대한민국재향군인회
- 대한민국 어버이연합

## 참고자료
- “성우회 연혁”. 성우회. 2008년 4월 28일에 확인함.[깨진 링크(과거 내용 찾기)]